# Anthony Frederick
Anthony Duane Frederick  (nacido el 7 de diciembre de 1964 en Los Ángeles, California y fallecido el 29 de mayo de 2003 en Los Ángeles de un ataque al corazón mientras conducía su coche.) es un exjugador de baloncesto estadounidense. Con 2,04 metros de estatura, jugaba en la posición de alero.

## Trayectoria
- Gardena High School
- 1982-1984  Santa Monica College
- 1984-1986 Universidad de Pepperdine
- 1986-1987 La Crosse Catbirds
- 1987-1988 Mississippi Jets
- 1988-1989 Indiana Pacers
- 1989-1990 Real Madrid
- 1990-1991 Oklahoma City Cavalry
- 1991  Sacramento Kings
- 1991-1992 Charlotte Hornets
- 1992-1993 Dinamo Sassari
- 1993-1994 Aris Salónica
- 1994-1995 Rapid City Thrillers
- 1995-1996  Diamond Dolphins
- 1998-1999 ALM Évreux Basket
- 1999  Olympique Antibes